# Ronde van Spanje 1983
| Eindklassement      |                   |             |
| Algemeen klassement | Bernard Hinault   | 94h 28' 26" |
| Tweede              | Marino Lejarreta  | + 1' 12"    |
| Derde               | Alberto Fernández | + 3' 58"    |
| Vierde              | Alvaro Pino       | + 5' 09"    |
| Vijfde              | Hennie Kuiper     | + 10' 26"   |
| Zesde               | Eduardo Chozas    | + 11' 11"   |
| Zevende             | Laurent Fignon    | + 11' 27"   |
| Achtste             | Pedro Muñoz       | + 12' 25"   |
| Negende             | Vicente Belda     | + 13' 28"   |
| Tiende              | Faustino Rupérez  | + 13' 36"   |
| Puntenklassement    | Marino Lejarreta  | 188 punten  |
| Tweede              | Bernard Hinault   | 162 punten  |
| Derde               | Laurent Fignon    | 149 punten  |
| Bergklassement      | José Luis Laguía  | 123 punten  |
| Tweede              | Fiorenzo Aliverti | 64 punten   |
| Derde               | Marino Lejarreta  | 56 punten   |

De 38e editie van de Ronde van Spanje werd gehouden in 1983 en duurde van 19 april tot 8 mei. Er stonden 100 renners aan de start, verdeeld over 10 ploegen. In totaal 59 renners bereikten de eindstreep in Madrid. Er werd gestart met een proloog in Almussafes, gewonnen door de Fransman Domenique Gaigne, die daarmee meteen de leiderstrui kreeg en deze vier dagen droeg.
Deze ronde werd gewonnen door de topfavoriet, de Fransman Bernard Hinault van de Renault-Gitane ploeg. Andere favorieten vooraf waren de Spanjaarden Marino Lejarreta (winnaar van de Vuelta 1982), Julián Gorospe en Alberto Fernández Blanco en de Italiaan Giuseppe Saronni.
Bernard Hinault veroverde de leiderstrui in de 17e etappe, twee dagen voor de finish in Madrid. Op het podium werd Hinault vergezeld door twee andere favorieten, de Spanjaarden Marino Lejarreta en Alberto Fernández Blanco. De Nederlander Hennie Kuiper werd vijfde in het eindklassement.
De Spaanse ploeg Zor won het ploegenklassement in 283h 05' 31".
- Aantal ritten: 19 + proloog
- Totale afstand: 3398,0 km
- Gemiddelde snelheid: 35,881 km/h

## Belgische en Nederlandse prestaties

### Belgische etappezeges
De Belgische renners behaalden 3 dagzeges in deze ronde.
- Eric Vanderaerden won de twee etappes, de derde in Teruel en de elfde in Logroño.
- Noël Dejonckheere won de twaalfde etappe in Burgos.

### Nederlandse etappezeges
Er waren geen Nederlandse etappeoverwinningen in deze ronde.

## Etappe overzicht
| Etappe    | Datum    | Van - naar                                  | Km               | Etappewinnaar         | Klassementsleider |
| --------- | -------- | ------------------------------------------- | ---------------- | --------------------- | ----------------- |
| Proloog   | 19 april | Almussafes                                  | 6,8 Ind. tijdrit | Dominique Gaigne      | Dominique Gaigne  |
| 1         | 20 april | Almussafes-Cuenca                           | 235              | Juan Fernández        | Dominique Gaigne  |
| 2         | 21 april | Cuenca-Teruel                               | 152              | Eric Vanderaerden     | Dominique Gaigne  |
| 3         | 22 april | Teruel-San Carlos de la Rápita              | 241              | Giuseppe Petito       | Dominique Gaigne  |
| 4         | 23 april | S. Carlos de la Rápita-S. Quirze del Vallès | 192              | Laurent Fignon        | Dominique Gaigne  |
| 5         | 24 april | Sant Quirze del Vallès-Castellar de Nuch    | 195              | Alberto Fernández     | Bernard Hinault   |
| 6         | 25 april | La Pobla de Lillet-Viella                   | 235              | Marino Lejarreta      | Marino Lejarreta  |
| 7         | 26 april | Les-Sabiñánigo                              | 137              | Jesús Suárez Cueva    | Marino Lejarreta  |
| 8         | 27 april | Sabiñánigo-Balneario de Panticosa           | 38 Ind. tijdrit  | Marino Lejarreta      | Marino Lejarreta  |
| 9         | 28 april | Panticosa-Montes Blancos                    | 183              | Giuseppe Saronni      | Marino Lejarreta  |
| 10        | 29 april | Zaragoza-Soria                              | 134              | Giuseppe Saronni      | Julián Gorospe    |
| 11        | 30 april | Soria-Logroño                               | 135              | Eric Vanderaerden     | Alberto Fernández |
| 12        | 1 mei    | Logroño-Burgos                              | 147              | Noël Dejonckheere     | Alberto Fernández |
| 13        | 2 mei    | Aguilar de Campoo-Lagos de Covadonga        | 188              | Marino Lejarreta      | Alberto Fernández |
| 14        | 3 mei    | Cangas de Onís-León                         | 185              | Carlos Hernández      | Álvaro Pino       |
| 15 deel a | 4 mei    | León-Valladolid                             | 134              | Pascal Poisson        | Álvaro Pino       |
| 15 deel b | 5 mei    | Valladolid                                  | 22 Ind. tijdrit  | Bernard Hinault       | Julián Gorospe    |
| 16        | 5 mei    | Valladolid-Salamanca                        | 162              | José Luis Laguía      | Julián Gorospe    |
| 17        | 6 mei    | Salamanca-Ávila                             | 216              | Bernard Hinault       | Bernard Hinault   |
| 18        | 7 mei    | Ávila - Segovia                             | 204              | Jesús Hernández Úbeda | Bernard Hinault   |
| 19        | 8 mei    | Segovia-Madrid                              | 135              | Michael Wilson        | Bernard Hinault   |